# Amphinemura
Amphinemura ist eine Steinfliegen-Gattung. In Mitteleuropa gibt es vier Arten.

## Merkmale der Larven
Die Larven sind klein, dunkel und stark behaart. Sie sind bis 6 Millimeter lang und bräunlich. Zwei Büschel Tracheenkiemen entspringen unterhalb des "Nackens". Diese bestehen jeweils aus 5 bis 10 Fäden. Aufgrund kleiner Schmutz- und Schlammteilchen, welche in den Borsten an Körper, Beinen und Schwanzfäden hängenbleiben, wirken die Larven oftmals wie Schlammklümpchen.

## Vorkommen und Lebensweise
Die Larven der Gattung kommen in meist steinigen bis sumpfig-moorigen Wald- und Wiesenbächen vor, in denen sich ein hoher Anteil an Detritus findet. Einige Amphinemura-Arten leben auch in Seen und Flüssen. Die Gattung ist insbesondere in Mittelgebirgen und Voralpen anzutreffen. Die Nahrung der Larven besteht aus Algen und Detritus. Ihre Entwicklungsdauer beträgt ein Jahr. Die Imagines fliegen von April bis September.

## Saprobienindex
Der Saprobienindex für Vertreter der Gattung Amphinemura beträgt 1,4.

## Arten
In Europa kommen folgende Arten vor:
- Amphinemura arcadia
- Amphinemura borealis
- Amphinemura guadarramensis
- Amphinemura hibernatarii
- Amphinemura palmeni
- Amphinemura quadrangularis
- Amphinemura sperchiana
- Amphinemura standfussi
- Amphinemura sulcicollis
- Amphinemura triangularis

## Belege